# Коваленко Олександр Борисович
Олекса́ндр Бори́сович Ковале́нко (нар. 5 лютого 1951, Чернігів) — український історик, спеціаліст у галузі історіографії, джерелознавства, археографії, історичного краєзнавства, дослідник Лівобережної України 17-19 ст. Кандидат історичних наук (1980), професор, Заслужений працівник народної освіти України (1993), голова Чернігівської обласної організації Національної спілки краєзнавців України.

## Біографія
Народився 5 лютого 1951 року в м. Чернігів, в родині відомого чернігівського журналіста Бориса Івановича Коваленка.
У 1968 році із срібною медаллю закінчив Чернігівську середню школу № 19. Протягом року працював музейним наглядачем у Чернігівському державному архітектуро-історичному заповіднику.
1969 року вступив на історичний факультет Ніжинського державного педагогічного інституту імені М. Гоголя.
1971 року здобув диплом переможця республіканського конкурсу студентських наукових робіт за статтю про чернігівського полковника М. Небабу.
У 1972 році в «Українському історичному журналі» була надрукована перша наукова розвідка про українського історика В. Модзалевського.
У 1973 році з відзнакою закінчив Ніжинський педінститут, прийнятий на посаду наукового співробітника Чернігівського історичного музею. Тут О. Б. Коваленко віднайшов і оприлюднив списки козацьких літописів Самовидця та Г. Грабянки, хроніку І. Забіли.
З 1976 року асистент, старший викладач, доцент кафедри історії СРСР і УРСР, проректор, секретар парткому Чернігівського державного педагогічного інституту ім. Т. Г. Шевченка.
У 1980 році захистив кандидатську дисертацію «В. Л. Модзалевський як історик та джерелознавець» в Інституті історії АН УРСР. У 1983 році здобув вчене звання доцента.
Упродовж 1985—1988 років завідувач відділу науки навчальних закладів Чернігівського обкому Компартії України. З 1988 по 1990 рік завідував кафедрою історії СРСР і УРСР ЧДПІ імені Т. Г. Шевченка.
У червні 1990 року за його ініціативою створено кафедру історії та археології України, яку і очолював О. Б. Коваленко до 1992 року.
З 1990 року — декан історичного факультету.
З 1991 року — провідний науковий співробітник, завідувач сектора, керівник Чернігівського відділення Інституту української археографії та джерелознавства ім. М. С. Грушевського НАН України.
У 1993 році Олександру Борисовичу присвоєно почесне звання «Заслужений працівник народної освіти України».
У 2001—2003 роках працював заступником голови Чернігівської обласної державної адміністрації з гуманітарних питань.
З 2009 року — директор Інституту історії, етнології та правознавства ім. О. М. Лазаревського Чернігівського державного педагогічного університету ім. Т. Г. Шевченка.
З 2014 року — директор Навчально-наукового інституту історії, етнології та правознавства ім. О. М. Лазаревського Чернігівського національного педагогічного університету ім. Т. Г. Шевченка.

## Нагороди
Заслужений працівник народної освіти України (1993), Відмінник освіти України (2003).
Нагороджений орденом «За заслуги» III (2001), ІІ (2007) і І ступенів (2009).
Почесний краєзнавець України (2020).

## Професійні досягнення
Учасник міжнародних, всеукраїнських та регіональних наукових конференцій. Один з фундаторів Чернігівської обласної організації Всеукраїнської спілки краєзнавців, клубу «Краєзнавець» при Чернігівській обласній бібліотеці імені В. Короленка, видавництва «Сіверянська думка», заступник голови Всеукраїнського товариства «Історичні джерела». За участі Олександра Борисовича підготовлено чернігівський том «Історії міст і сіл Української РСР» (1983), енциклопедичний довідник «Чернігівщина» (1990), «Атлас Чернігівської області» (1991).Заступник голови редакційної колегії унікальної енциклопедичної праці «Звід пам'яток історії та культури України по Чернігівській області».
Загалом О. Б. Коваленку належить близько 250 наукових і науково-методичних публікацій.

## Наукові роботи
- Коваленко О. Б. Іван Мазепа: до 370-річчя від дня народження гетьмана України, мецената. Збірник матеріалів [Архівовано 17 Березня 2015 у Wayback Machine.] / Уклад. С. Бутко, В. Бойко, О. Коваленко, Н. Молочко — Чернігів: ЦППК, 2009. — 137 с.
- Коваленко О. Б. «Рицерське коло» Б. Хмельницького: полковник Мартин Небаба [Архівовано 17 Березня 2015 у Wayback Machine.]
- Коваленко О. Б. Визвольна війна українського народу XVII ст. у науковій спадщині В. Д. Модзалевського [Архівовано 17 Березня 2015 у Wayback Machine.]
- Коваленко О. Б. Неопубліковані нариси Володимира Євфимовського з історії Чернігово-Сіверщини [Архівовано 17 Березня 2015 у Wayback Machine.]
- Коваленко О. Б. Хроніка Івана Звіли про події 30-40-х рр. XVIII ст. в Гетьманщині [Архівовано 17 Березня 2015 у Wayback Machine.]
- Коваленко О. Б. Хроніка Павла Полуботка [Архівовано 17 Березня 2015 у Wayback Machine.]
- Коваленко О. Б. Чернігів та його округа очима Аркадія Верзилова [Архівовано 17 Березня 2015 у Wayback Machine.]
- Дорошенко Д. І. Коротенька історія Чернігівщини / Підгот. до друку, вступ. ст. О. Б. Коваленка. — 2-е вид., вип. і доп. — Чернігів: Черніг. обереги, 2003. — 72 с.
- Бречицький Благовіщенський Андроників монастир // Енциклопедія історії України. — К., 2003. — Т. 1. — С. 375-376.
- Звіт про діяльність Чернігівської обласної організації Всеукраїнської спілки краєзнавців // Всеукраїнська спілка краєзнавців. 1997—2003 роки. — К., 2003. — С. 88-94.
- О. Лазаревський та «лівобережна школа» в українській історіографії другої половини XIX-початку XX ст. // О. Лазаревський (1834—1902): Доп. та матеріали наук.-практ. конф. «Українська археографія: проблеми і перспективи», присвяч. 160-річчю від дня народж. О. М. Лазаревського. — К., 2003. — Вип. 1. — С. 33-34.
- Політика розкуркулювання і голодомор 1932—1933 років на Чернігівщині // За них скажемо: Голод 1932—1933 років на Чернігівщині / Упоряд. С. Реп'ях. — Чернігів, 2003. — С. 72-83. [Співавт.: В. В. Ткаченко].
- Творчий набуток краєзнавців. Чернігівська область: Коротка бібліографія // Всеукр. спілка краєзнавців. 1997—2003 роки. — К., 2003. — С. 138—143.
- Сторінки історії // Чернігівщина: факти, події, постаті. — Чернігів, 2003. — С. 13-56. [Співавт.: Т. П. Демченко, С. В. Дмитрієнко, О. В. Дятлов].
- «Археологические журналы» Семена Гатцука // Чернігівщина краєзнавча: Календар Чернігівського земляцтва на 2005 р. — К., 2004. — С. 192, 194. [Співавт.: Л. В. Ясновська]
- «Чернігівська старовина». — Чернігів, 1992;
- «Освічений гетьманат» Кирила Розумовського. В кн.: Українська козацька держава: витоки та шляхи історичного розвитку: Матеріали Четвертих Всеукраїнських читань. — К.—Черкаси, 1994;
- Павло Полуботок — політик і людина. — Чернігів, 1995;
- Богдан Хмельницький та Януш Радзивіл. В кн.: Богдан Хмельницький та його доба. — К., 1996;
- Археографічна діяльність В. В. Тарновського. В кн.: Матеріали ювілейної конференції, присвяченої 150-річчю Київської археографічної комісії. — К., 1997; (та багато інших).